# بطولة تونس لألعاب القوى 1969
بطولة تونس لألعاب القوى 1969 هو الدورة 14 من بطولة تونس لألعاب القوى.

فاز بهذا الموسم النادي الأفريقي.

## روابط خارجية
- الموقع الرسمي للجامعة التونسية لألعاب القوى.